# کامیگوری، هیوگو
کامیگوری، هیوگو (به لاتین: Kamigōri, Hyōgo) یک منطقهٔ مسکونی در ژاپن است که در Akō District واقع شده‌است. کامیگوری  ۱۷٬۸۸۳ نفر جمعیت دارد.